# Nockerl
Nockerl (Mehrzahl: Nockerln) ist die Bezeichnung für Nocken in der Österreichischen und Wiener Küche; sie sind entweder Suppeneinlage, Süßspeise oder Beilage.

## Wortherkunft
Bei der Wortherkunft wird von dem seit dem 1. Jahrhundert nachgewiesenen technischen Begriff Nocken ausgegangen, was den Vorsprung an einer Scheibe oder Welle bezeichnet. Zum selben Wortstamm gehören:
- Nock, was „kleiner Berg“ oder auch das Ende eines Rundholzes bedeutet
- seit dem 18. Jahrhundert das österreichische Klößchen Nocken mit seiner Diminutivform Nockerl.[1][2][3][4]

## Zubereitung
Der verwendete Grundteig besteht aus griffigem Mehl, Eiern (oft nur die Dotter), Butter und Speisesalz. Der zähflüssige gerade noch fließfähige Teig wird frisch (also ohne ihn „gehen“ = quellen zu lassen) in kochendes Salzwasser gegeben und darin gegart. In Österreich wird dafür ein Nockerlsieb verwendet. Dabei handelt es sich um einen Seiher mit Löchern von etwa 1 cm Durchmesser, auch Grobes Lochsieb oder Durchschlag genannt, was die typische Form der Nockerln ergibt. Durch dieses streicht man den Teig, der sofort ins Kochwasser fällt. Für die Verwendung als Beilage schwenkt man sie vor dem Servieren in heißer Butter und würzt sie ggf. mit Salz, Pfeffer und Muskat. Die Garnierung mit Kräutern wie Petersilie und Schnittlauch ist üblich.
Bei der anderen Zubereitung werden von einem auf einem Küchenbrett (kleineres Schneidbrett) lagernden pastösen Teig mit einem Löffel größere Nocken abgestochen und ins kochende Wasser gleiten oder fallen gelassen.
Als Teigwaren haben sie Ähnlichkeit mit anderen Speisen des Alpenraums wie Spätzle und Knöpfle. Ebenso werden Speisen in Nockerl/Nocken- oder Kloßform als Nockerl bezeichnet, wenn andere Teige und Massen verwendet werden (beispielsweise „Griesnockerl“).

## Gerichte mit Nockerl in der Wiener Küche
- Butternockerl
- Eiernockerl
- Grießnockerl, Einlage in der Grießnockerlsuppe
- Hechtnockerl in Dillsauce
- Käsenockerl, Zubereitung wie Käsespätzle
- Kräuter-Topfen-Nockerl mit brauner Butter
- Lebernockerl, Suppeneinlage, siehe Leberknödel
- Topfennockerl bzw. Quarknockerl mit brauner Butter
- Topfenobersnockerl bzw. Quarksahnenockerl
- Salzburger Nockerl, Süßspeise
- Schneenockerl, Süßspeise, siehe Schnee-Eier[7]

## Gerichte in der Böhmischen Küche
Bei Namen der Gerichte in der deutschen Sprache werden für die tschechischen Bezeichnungen Nok, Noky und Nokedli die Begriffe Nocken, Nockerl und Nockerln unterschiedlich als Übersetzung verwendet.